# Thomas Montacute, IV conte di Salisbury

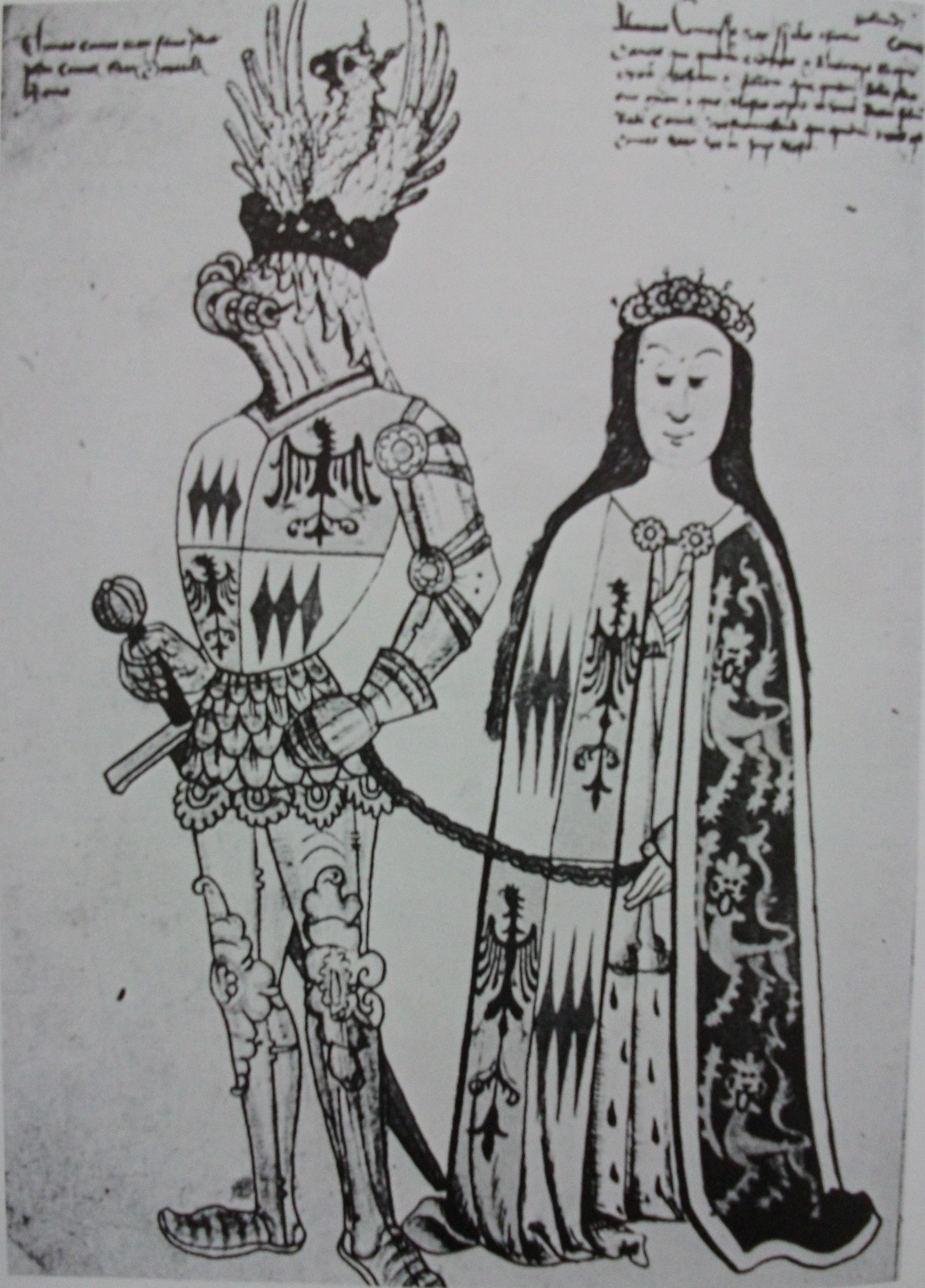
Thomas Montacute e sua moglie Eleanor Holland

Stemma di Thomas Montacute

Thomas Montacute (13 giugno 1388 – Orléans, 3 novembre 1428) fu Conte di Salisbury, barone di Montacute, quinto barone di Monthermer e conte di Perche. Fu inoltre uno dei comandanti inglesi più importanti durante la Guerra dei cent'anni.

## Biografia
Era il figlio maggiore di John Montacute, III conte di Salisbury e Maud Francis. Suo padre venne ucciso mentre complottava contro il re nel 1400 e le sue terre vennero confiscate.
Thomas riuscì a tornare in possesso di alcune delle terre perdute da suo padre e aiutò ulteriormente la sua posizione finanziaria il matrimonio con Eleanor Holland, sorella di Edmund Holland, IV conte di Kent e figlia di Thomas Holland, II conte di Kent.
Thomas venne fatto dal Parlamento conte di Salisbury nel 1409, anche se non venne formalmente investito conte fino a 1421.
Nel 1414 fu nominato Cavaliere dell'ordine della Giarrettiera.
Nel luglio del 1415 fu tra coloro che incriminarono Riccardo Plantageneto, III conte di Cambridge, con l'accusa di cospirazione contro il re.
Montacute si unì all'esercito di Enrico V d'Inghilterra impegnato in Francia e prese parte all'assedio di Harfleur e alla battaglia di Agincourt . Montacute combatté in varie altre campagne in Francia negli anni successivi. Nel 1419 fu nominato luogotenente-generale di Normandia e poi venne creato conte di Perche. Enrico V infatti aveva intrapreso la politica di creare titoli normanni per i suoi nobili.
Thomas trascorse gran parte della sua vita come militare in Francia, portando le truppe nei vari scontri ed assedi che furono centrali per la guerra dei cent'anni. Nel 1425 conquistò la città di Le Mans.
Il 27 ottobre 1428 rimase ferito durante l'assedio di Orléans in quanto una palla di cannone ruppe una finestra che si trovava accanto a lui. Morì pochi giorni dopo.

## Matrimoni e discendenza
Thomas si sposò due volte. La prima fu con Eleanor Holland da cui nacque quella che sarebbe stata la sua unica prole legittima:
- Alice (1407-1462), che sposò Richard Neville.

Il secondo matrimonio fu con Alice Chaucer, figlia di Thomas Chaucer e nipote di Geoffrey Chaucer.